# Eucerotinae
Eucerotinae  (лат.)  — подсемейство наездников семейства Ichneumonidae. Распространены всесветно. 

## Описание
Паразитоиды других перепончатокрылых насекомых (Argidae, Tenthredinidae, Diprionidae, Ichneumonidae) и бабочек (Arctiidae, Geometridae, Lasiocampidae, Lymantriidae, Lycaenidae, Noctuidae, Notodontidae). Проникая в их тела, позднее заражают живущих там паразитических ихневмонид (Banchinae, Campopleginae и других), становясь в итоге гиперпаразитоидами.

## Систематика
Мировая фауна включает 2 рода и около 50 видов, в Палеарктике — 1 род и около 15 видов. Фауна России включает 1 род и 12 видов наездников-ихневмонид этого подсемейства.
2 рода и около 50 видов. В Европе 8 видов. Рассматривается сестринской группой к кладе Brachycyrtinae+Labeninae. Подсемейство Eucerotinae ранее рассматривалось как часть Ctenopelmatinae или Tryphoninae (Townes; Barron, 1976).
.
- Род Barronia Gauld & Wahl, 2002
  - Barronia araucaria  Gauld & Wahl, 2002 — Чили[5]
- Род Euceros Gravenhorst, 1829
  - Eumesius  Westwood, 1840
  - Omaloceros  Giraud, 1857
  - Tautozelus  Förster, 1869
  - Pseudasthenara  Uchida, 1930